# Iwan Marow
Iwan Marow (georgisch ივანე მაროვი, russisch Иван Маров; * 6. März 1994) ist ein russisch-georgischer Eishockeyspieler, der seit 2018 bei Bakurianis Mimino in der georgischen Eishockeyliga spielt.

## Karriere
Marow spielt von Beginn seiner Karriere an bei Bakurianis Mimino in der Georgischen Eishockeyliga. 2022/23 spielte er zudem in Spanien, wo er bei Milenio Logroño in der Superliga aktiv war.

### International
Marow stand erstmals bei der Weltmeisterschaft 2022 in der Division II im Kader der georgischen Nationalmannschaft, kam aber nicht zum Einsatz. Bei der Weltmeisterschaft 2023 kam er in der Division II dann zu seinen ersten Einsätzen. Dort spielte er auch bei der Weltmeisterschaft 2024. Zudem vertrat er seine Farben bei der Olympiaqualifikation für die Winterspiele in Mailand 2026.

## Erfolge und Auszeichnungen
- 2022 Aufstieg in die Division II, Gruppe A, bei der Weltmeisterschaft der Division II, Gruppe B